# Hrastje pri Mirni Peči
Hrastje pri Mirni Peči este o localitate din comuna Mirna Peč, Slovenia, cu o populație de 72 de locuitori.